# بیزیل هیرشوویتز

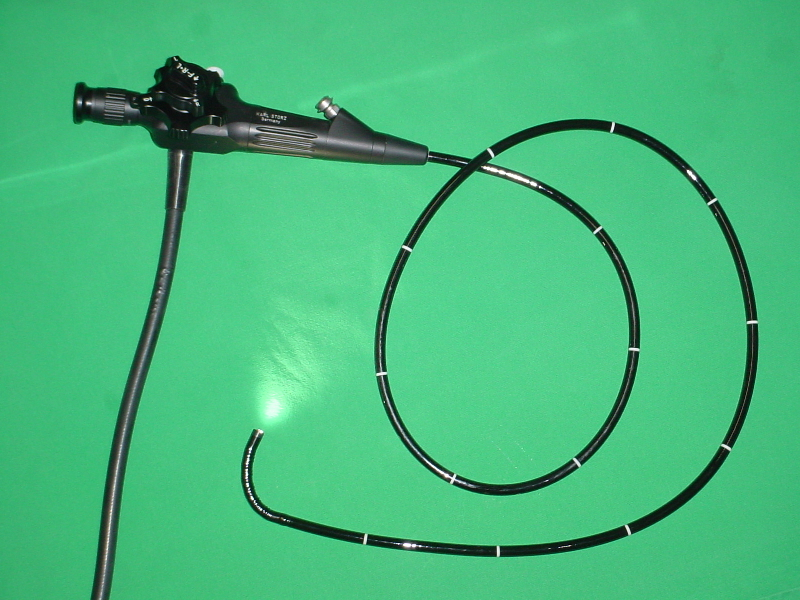
آندوسکوپ فیبر نوری انعطاف‌پذیر

بیزیل هیرشوویتز (انگلیسی: Basil Hirschowitz؛ ‏ ۲۹ مهٔ ۱۹۲۵ – ۱۹ ژانویهٔ ۲۰۱۳) پزشک متخصص گوارش، مخترع و استاد دانشگاه آلاباما در برمینگم بود که در سال ۱۹۶۱ شهروند ایالات متحده آمریکا شد. دلیلِ شهرت او، اختراع و توسعهٔ فیبر نوری است که امکان آندوسکوپی را فراهم آورد. این اختراع، انقلابی در پزشکی گوارش و همچنین یک اختراع بسیار مهم در زمینهٔ ارتباطات الکترونیک با فیبر نوری در صنایع مختلف بود. او رشتهٔ پزشکی را در دانشگاه ویتواترسرند در ژوهانسبورگ خواند و سپس به ایالات متحده آمریکا رفت دورهٔ فوق تخصص گوارش را در دانشگاه میشیگان طی کرد. وی بابت اختراعش برندهٔ جوایز گوناگونی شد.
سندرم گرول-هیرشوویتز یک بیماری ژنتیکی نادر است که مشخصه‌اش ناهنجاری‌های گوارشی، ناشنوایی و نوروپاتی است. این بیماری نام به افتخار «بیزیل هیرشوویتز» و «اِی. گرول» نامگذاری شده است که نخستین بار این بیماری را توصیف کردند.